# Ertholmene
Le Ertholmene (scritto anche Ærtholmene [ært=pisello]), sono un arcipelago della Danimarca situato a 18 km a nord est dell'isola di Bornholm, nel mar Baltico, e comprende due isole abitate (Christiansø e Frederiksø) oltre a diversi isolotti e affioramenti rocciosi. L'arcipelago è il punto più orientale della Danimarca.
L'arcipelago non appartiene ad alcun territorio comunale, ma è amministrato direttamente dal ministero della difesa danese.

## Geografia

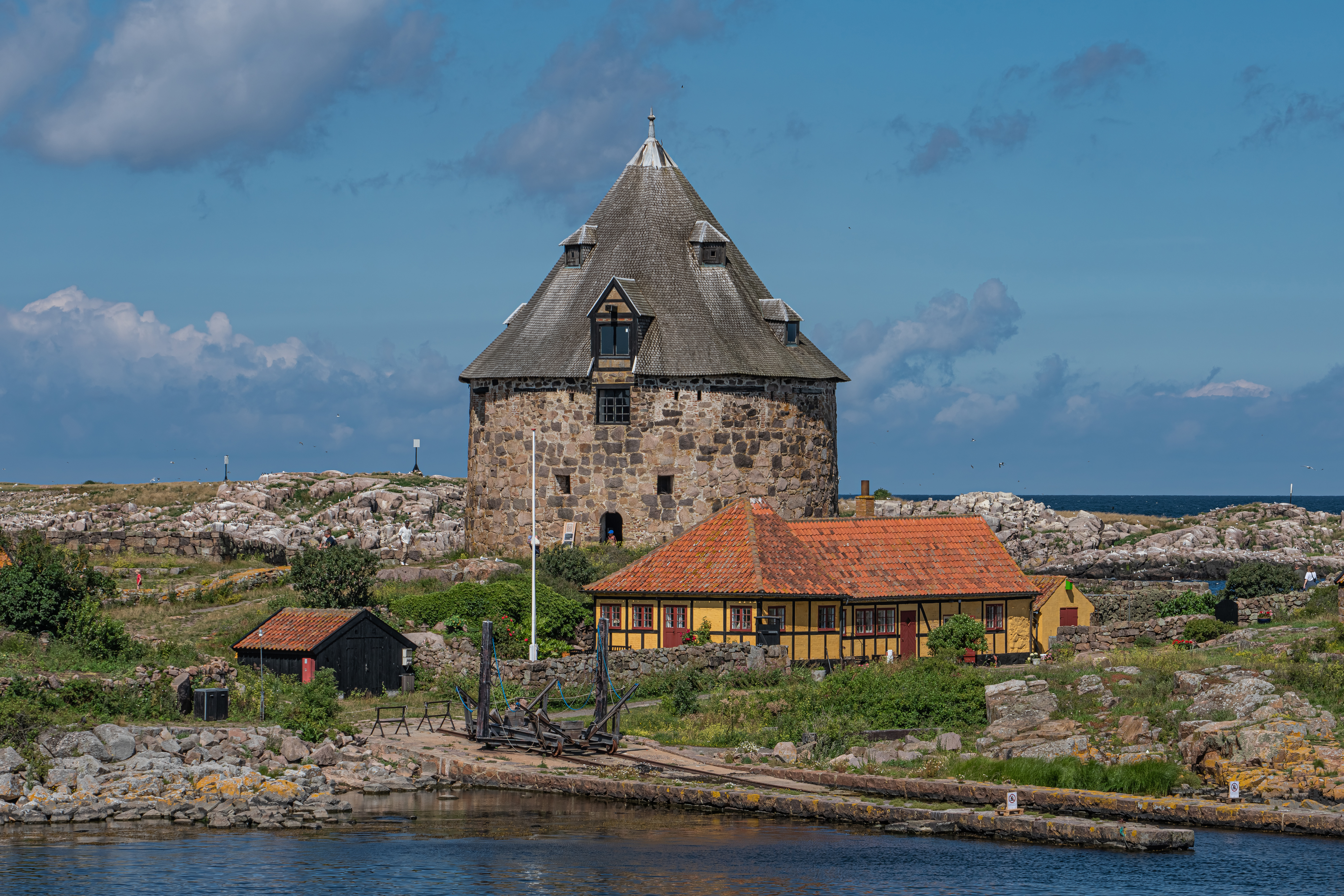
Vista di Frederiksø da Christiansø.

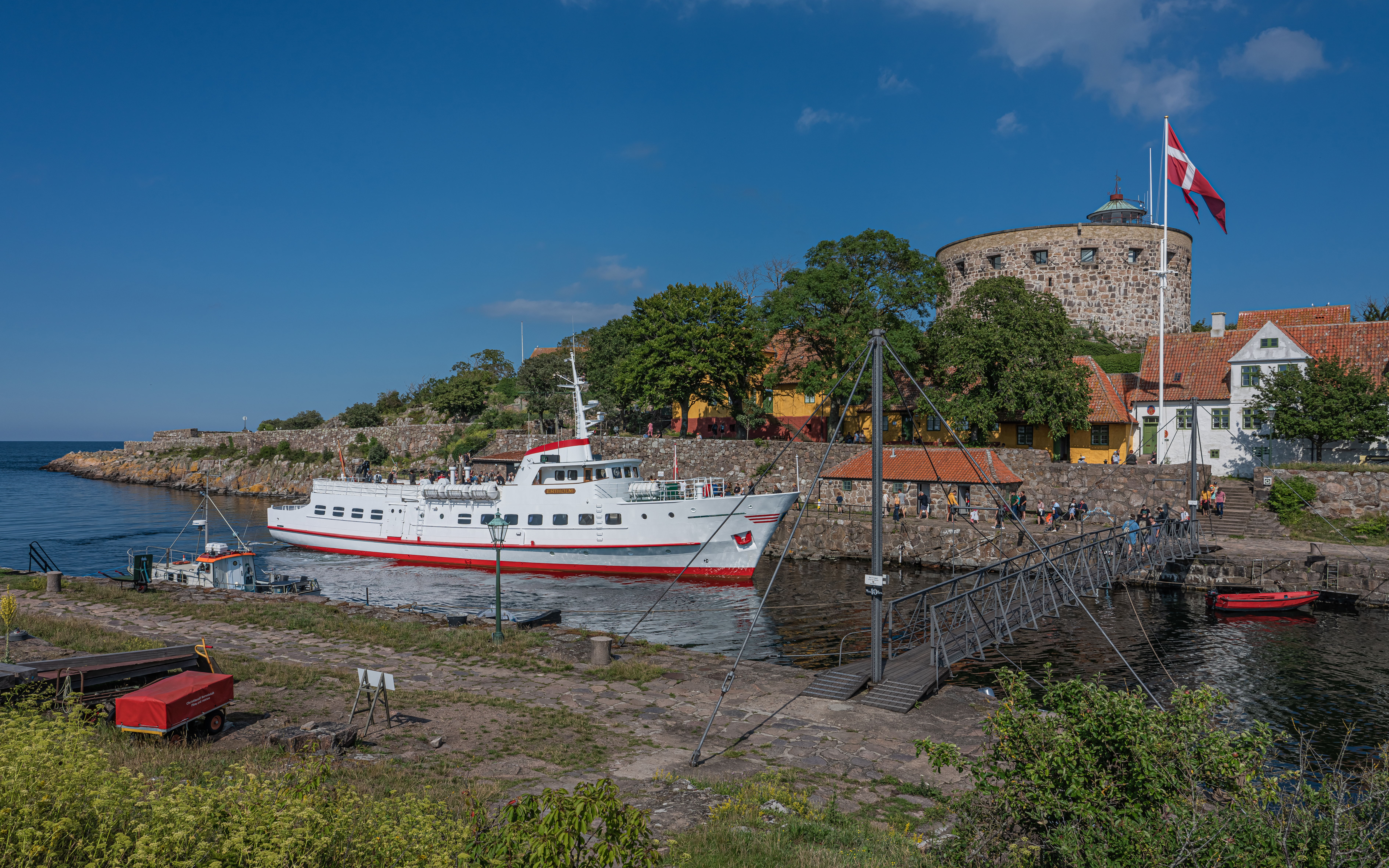
Vista di Christiansø da Frederiksø.

Le Ertholmene si trovano a circa 20 km a nord del villaggio di Svaneke, un promontorio sulla costa nord-orientale dell'isola di Bornholm.
L'arcipelago consiste di 3 isole principali, Christiansø (dal nome del re Cristiano V), Frederiksø (da Federico IV) e Græsholm, oltre ad un numero di isolotti minori e scogli, tra cui va citato Østerskær, 300 m ad est di Christiansø, il punto più orientale della Danimarca.
L'isola di Christiansø occupa una superficie di 22,3 ettari, Frederiksø e Græsholm occupano rispettivamente 4 e 11 ha. Solo Christiansø e Frederiksø sono abitate, mentre Græsholm è una riserva naturale a tutela delle specie aviarie locali.
Il sound che separa Christiansø da Frederiksø, un porto naturale riparato dalle correnti e dai venti, è attraversato da un ponte pedonale lungo circa 30 m, apribile per permettere il passaggio di imbarcazioni più grandi. Esistono collegamenti navali con Gudhjem e Svaneke, generalmente affollati nel periodo estivo dai turisti in transito.
Dal punto di vista geologico le Ertholmene, come gran parte di Bornholm, sono formate da granito leggermente striato, con colori che tendono al rosa con sfumature verdi. Il colore rossastro è dovuto in parte al colore proprio dei feldspati ed in parte ai composti di ferro all'interno del quarzo. Sono comuni anche i diabasi, con orientazioni nord-sud, e, soprattutto su Græsholm, arenarie con direzione principale est-ovest. L'attività umana e il bisogno di materiali da costruzione, hanno modellato la superficie dell'isola, tant'è che la morfologia del terreno assume forme cubiche.
Le isole non presentano alcun acquifero, tuttavia le concavità della superficie funge spesso da raccolta per l'acqua piovana. I fondali attorno all'arcipelago sono relativamente profondi, attorno ai 100 m.

## Status amministrativo

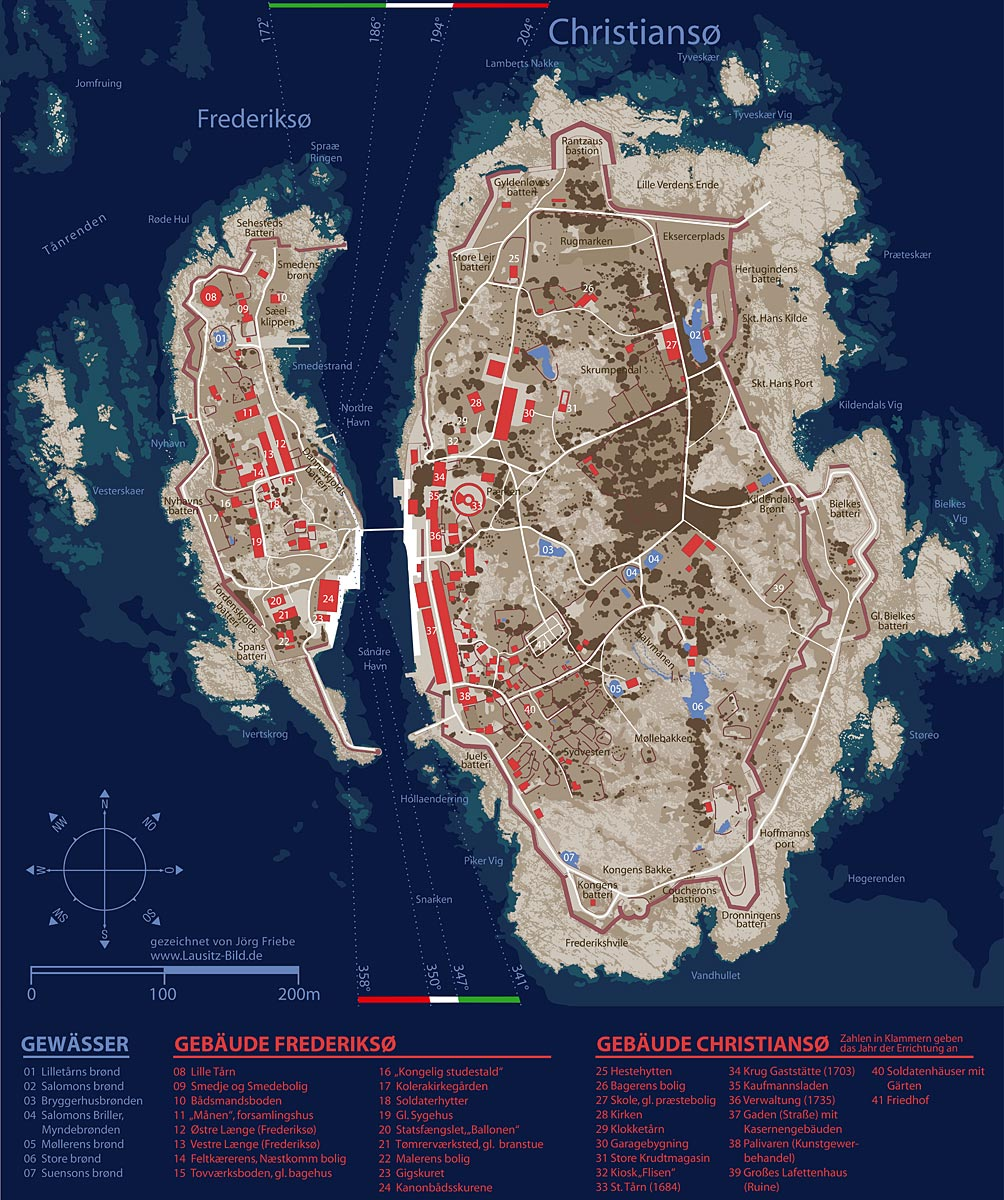
Carta di Christiansø e Frederiksø.

Il territorio delle Ertholmene è un'area non incorporata, cioè non è parte di alcun comune o regione danese; tuttavia, per scopi amministrativi, viene utilizzato il codice comunale di Christiansø, 411. L'amministrazione del territorio rientra nelle responsabilità del ministero della difesa danese.
Il capo dell'amministrazione delle Ertholmene è un pubblico ufficiale nominato dal ministero della difesa, che serve come direttore finanziario, capo del servizio sociale, delle risorse umane, della polizia e dello Stato civile.

### Tassazione
Conseguentemente alla riforma comunale del 2007 (Kommunalreformen), che ha introdotto un contributo nazionale di assistenza sanitaria (Sundhedsbidrag), i residenti delle Ertholmene sono risultati gli unici cittadini esenti dal pagamento del contributo; l'imposta sostituiva la precedente tassa riscossa dalla contea, dalla quale gli abitanti delle Ertholmene ne erano già esenti in quanto l'arcipelago non faceva parte di alcuna contea. Tale esenzione fu giustificata come incentivo per i residenti a continuare a popolare l'arcipelago.
Le principali fonti di sostentamento degli abitanti delle isole sono la pesca e il turismo. Quest'ultimo porta sull'isola circa 80.000 turisti l'anno, i quali raggiungono l'isola prevalentemente via traghetto da Bornholm. Le isole sono inoltre una destinazione popolare per yacht.

## Storia

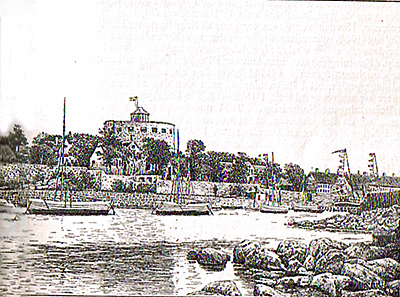
Il porto di Christiansø nel 1896.

Sin dal medioevo le isole Ertholmene erano utilizzate come riparo dai pescatori provenienti da Bornholm; all'epoca le due isole maggiori erano note come Kierkeholmen (per Christiansø) e Boeholmen (per Frederiksø). La prima abitazione permanente risale al XVII secolo, ai tempi delle guerre dano-svedesi, quando la Danimarca cercò di potenziare il controllo nel Baltico centrale con la costruzione di una base navale. La scelta cadde su Christiansø, dove fu costruito un forte, seguita da Frederiksø, dove ne fu costruito un secondo nel 1684 che servì come avamposto della marina danese fino al 1855.
La fortezza era costituita da due torri, Store Tårn ("torre grande") su Christiansø e Lille Tårn ("torre piccola") su Frederiksø, oltre ad alcuni bastioni e mura ad anello. Altre fortificazioni furono costruite attorno al porto. La chiesa di Christiansø fu eretta contemporaneamente alle fortificazioni per servire la guarnigione di stanza sull'isola.
Durante la guerra contro gli inglesi (1801-1814), nell'ambito delle guerre napoleoniche, quando la Danimarca, alleata di Napoleone entrò in guerra contro la Gran Bretagna, le guarnigioni sulle isole furono oggetto degli attacchi della marina britannica. Il 24 ottobre 1808 una flotta inglese, comandata dal vice ammiraglio William Lukin a bordo del vascello Mars e composta inoltre dal vascello Orion, dalla fregata Salsette, dagli incrociatori Magnet e Swan e dalle cannoniere Hound, Aetna e Devastation, attaccò le difese danesi. Inizialmente le tre cannoniere aprirono il fuoco contro Christiansø da 2,5 km ad est dell'isola, mentre il resto della flotta attendeva a 7,5 km a sud-est. Ciascuna cannoniera era dotata di due mortai da 92 e 197 libbre e in quattro ore e mezza lanciarono contro le fortificazioni complessivamente 300-350 bombe per un peso totale di 20-24 tonnellate. Nel corso dell'attacco Lukin cambiò il piano di attacco, rinunciando allo sbarco della fanteria e preferendo una ricognizione costiera per mappare le fortificazioni per un uso futuro da parte della marina britannica. Tuttavia, bersagliato dall'artiglieria di Christiansø, la flotta britannica dovette ritirarsi causando danni alle fortificazioni per 3.100 talleri e la morte di 6 prigionieri di guerra svedesi e una donna anziana.
La popolazione dell'isola crebbe fino ad un massimo di 829 abitanti nel 1810 e fu composta prevalentemente da soldati impegnati nella cosiddetta guerra delle cannoniere, combattuta tra il regno di Danimarca-Norvegia e il Regno Unito. Nel 1821 le carceri di Christiansø ospitarono l'anarchico e teologo Jacob Jacobsen Dampe, inizialmente condannato a morte, pena poi commutata in carcere a vita dal re Federico VI. Successivamente la popolazione calò repentinamente quando la fortezza fu abbandonata; le isole ospitarono daccapo comunità di pescatori.
L'aspetto dell'isola ai nostri giorni è cambiato poco: gli edifici fortificati presentano ancora i cannoni puntati verso il mare e fornisce diversi scorci pittoreschi ai turisti in visita presso l'isola. Gli edifici storici servono come abitazioni per i pochi residenti, mentre altri sono affittati ai villeggianti soprattutto nel periodo estivo. Una parte di quello che era il forte, Store Tårn, ospita un faro da 200 anni, mentre la piccola torre circolare di Lille Tårn a Frederiksø serve come museo.

## Natura

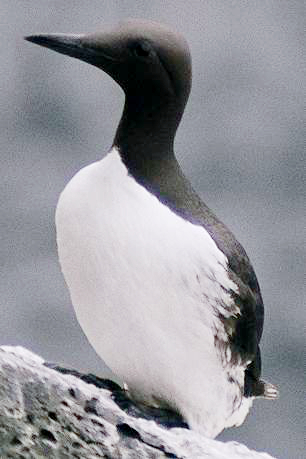
L'ùria comune.

L'isola disabitata di Græsholm è un santuario degli uccelli sin dal 1926. Circa 15.000 uccelli nidificano sull'isola in quanto coesistono la presenza di cibo e l'assenza di attività umana.
La maggior parte degli uccelli che nidificano sull'isola sono uccelli marini o di costa, come la gazza marina, l'ùria comune, il gabbiano reale nordico e l'edredone comune. Gabbiani reali, gazze marine e ùrie nidificano solo su Græsholm, mentre l'edredone comune depone le uova anche sulle isole abitate. Questi ultimi si cibano di cozze, mentre gazze marine e ùrie mangiano lo spratto, abbondante attorno alle isole.
Tra gli uccelli migratori sono comuni il merlo, il pettirosso, la balia nera e l'avèrla piccola. Questi sostano sulle Ertholmene durante la loro migrazione attraverso il mar Baltico; la migrazione primaverile per le isole comincia a marzo, con un picco nel mese di aprile-maggio e termina nel mese di giugno, la migrazione autunnale inizia nel mese di agosto, con un picco nel mese di settembre-ottobre e termina a novembre. Queste migrazioni interessano migliaia di uccelli e le isole risultano completamente invase nei periodi di picco.